# Бальруманас
Бальрума́нас (кат. Vallromanes) - муніципалітет, розташований в Автономній області Каталонія, в Іспанії. Код муніципалітету за номенклатурою Інституту статистики Каталонії - 82969. Знаходиться у районі (кумарці) Бальєс-Уріантал (коди району - 41 та VR) провінції Барселона, згідно з новою адміністративною реформою перебуватиме у складі Баґарії (округи) Барселона. 

## Населення
Населення міста (у 2007 р.) становить 2.204 особи (з них менше 14 років - 22,9%, від 15 до 64 - 68%, понад 65 років - 9,1%). У 2006 р. народжуваність склала 47 осіб, смертність - 10 осіб, зареєстровано 8 шлюбів. У 2001 р. активне населення становило 832 особи, з них безробітних - 64 особи.

Серед осіб, які проживали на території міста у 2001 р., 1.268 народилися в Каталонії (з них 351 особа у тому самому районі, або кумарці), 209 осіб приїхало з інших областей Іспанії, а 68 осіб приїхало з-за кордону. 

Університетську освіту має 21,5% усього населення. 

У 2001 р. нараховувалося 572 домогосподарства (з них 19,4% складалися з однієї особи, 30,2% з двох осіб,21,9% з 3 осіб, 19,4% з 4 осіб, 7,5% з 5 осіб, 1,6% з 6 осіб, 0% з 7 осіб, 0% з 8 осіб і 0% з 9 і більше осіб).

Активне населення міста у 2001 р. працювало у таких сферах діяльності : у сільському господарстві - 2,2%, у промисловості - 20,3%, на будівництві - 10,3% і у сфері обслуговування - 67,2%. 

 У муніципалітеті або у власному районі (кумарці) працює 393 особи, поза районом - 538 осіб.

### Безробіття
У 2007 р. нараховувалося 53 безробітних (у 2006 р. - 60 безробітних), з них чоловіки становили 18,9%, а жінки - 81,1%.

## Економіка

### Підприємства міста

#### Промислові підприємства
| \| Промислові підприємства міста, за сферою діяльності \| Промислові підприємства міста, за сферою діяльності \| Промислові підприємства міста, за сферою діяльності \| \| Рік \| 2002 р. \| 2001 р. \| \| --------------------------------------------------- \| --------------------------------------------------- \| --------------------------------------------------- \| \| Енергетичні та водні ресурси \| 9,1% \| 10% \| \| Хімія та метали \| 0% \| 0% \| \| Переробка металів \| 54,5% \| 60% \| \| Продукти харчування \| 0% \| 0% \| \| Текстиль \| 18,2% \| 20% \| \| Виробництво меблів, видання \| 18,2% \| 10% \| \| Інше \| 0% \| 0% \| \| Усього підприємств \| 11 \| 10 \| |         |         |
| Промислові підприємства міста, за сферою діяльності |         |         |
| Рік | 2002 р. | 2001 р. |
| Енергетичні та водні ресурси | 9,1%    | 10%     |
| Хімія та метали | 0%      | 0%      |
| Переробка металів | 54,5%   | 60%     |
| Продукти харчування | 0%      | 0%      |
| Текстиль | 18,2%   | 20%     |
| Виробництво меблів, видання | 18,2%   | 10%     |
| Інше | 0%      | 0%      |
| Усього підприємств | 11      | 10      |

#### Роздрібна торгівля
| \| Підприємства роздрібної торгівлі міста, за сферою діяльності \| Підприємства роздрібної торгівлі міста, за сферою діяльності \| Підприємства роздрібної торгівлі міста, за сферою діяльності \| \| Рік \| 2002 р. \| 2001 р. \| \| ------------------------------------------------------------ \| ------------------------------------------------------------ \| ------------------------------------------------------------ \| \| Продукти харчування \| 27,3% \| 35,7% \| \| Одяг та взуття \| 0% \| 0% \| \| Товари для дому \| 0% \| 0% \| \| Книги та періодичні видання \| 9,1% \| 0% \| \| Промислова хімічна продукція \| 18,2% \| 21,4% \| \| Продукція, пов'язана з транспортними засобами \| 9,1% \| 7,1% \| \| Інше \| 36,4% \| 35,7% \| \| Усього підприємств \| 11 \| 14 \| |         |         |
| Підприємства роздрібної торгівлі міста, за сферою діяльності |         |         |
| Рік | 2002 р. | 2001 р. |
| Продукти харчування | 27,3%   | 35,7%   |
| Одяг та взуття | 0%      | 0%      |
| Товари для дому | 0%      | 0%      |
| Книги та періодичні видання | 9,1%    | 0%      |
| Промислова хімічна продукція | 18,2%   | 21,4%   |
| Продукція, пов'язана з транспортними засобами | 9,1%    | 7,1%    |
| Інше | 36,4%   | 35,7%   |
| Усього підприємств | 11      | 14      |

#### Сфера послуг
| \| Підприємства міста, що працюють у сфері послуг, за діяльністю \| Підприємства міста, що працюють у сфері послуг, за діяльністю \| Підприємства міста, що працюють у сфері послуг, за діяльністю \| \| Рік \| 2002 р. \| 2001 р. \| \| ------------------------------------------------------------- \| ------------------------------------------------------------- \| ------------------------------------------------------------- \| \| Гуртова торгівля \| 8,8% \| 9,9% \| \| Готелі та готельний бізнес \| 12,5% \| 14,1% \| \| Транспорт та зв'язок \| 26,2% \| 25,4% \| \| Посередницькі фінансові послуги \| 1,2% \| 1,4% \| \| Послуги підприємствам \| 11,2% \| 9,9% \| \| Послуги фізичним особам \| 18,8% \| 21,1% \| \| Нерухомість та ін. \| 21,2% \| 18,3% \| \| Усього підприємств \| 80 \| 71 \| |         |         |
| Підприємства міста, що працюють у сфері послуг, за діяльністю |         |         |
| Рік | 2002 р. | 2001 р. |
| Гуртова торгівля | 8,8%    | 9,9%    |
| Готелі та готельний бізнес | 12,5%   | 14,1%   |
| Транспорт та зв'язок | 26,2%   | 25,4%   |
| Посередницькі фінансові послуги | 1,2%    | 1,4%    |
| Послуги підприємствам | 11,2%   | 9,9%    |
| Послуги фізичним особам | 18,8%   | 21,1%   |
| Нерухомість та ін. | 21,2%   | 18,3%   |
| Усього підприємств | 80      | 71      |

## Житловий фонд
У 2001 р. 2,1% усіх родин (домогосподарств) мали житло метражем до 59 м2, 21% - від 60 до 89 м2, 28,5% - від 90 до 119 м2 і
48,4% - понад 120 м2.

З усіх будівель у 2001 р. 54,7% було одноповерховими, 39,1% - двоповерховими, 6,1
% - триповерховими, 0,1% - чотириповерховими, 0% - п'ятиповерховими, 0% - шестиповерховими,
0% - семиповерховими, 0% - з вісьмома та більше поверхами.

## Автопарк
| \| Автомобілі, зареєстровані у місті, за призначенням \| Автомобілі, зареєстровані у місті, за призначенням \| Автомобілі, зареєстровані у місті, за призначенням \| \| Рік \| 2006 р. \| 2005 р. \| \| -------------------------------------------------- \| -------------------------------------------------- \| -------------------------------------------------- \| \| Приватні автомобілі \| 66,6% \| 68% \| \| Мотоцикли \| 14,9% \| 13,1% \| \| Вантажівки \| 14,4% \| 14,7% \| \| Трактори \| 0,7% \| 0,8% \| \| Автобуси та ін. \| 3,5% \| 3,4% \| \| Усього автомобілів \| 1.616 шт. \| 1.583 шт. \| |           |           |
| Автомобілі, зареєстровані у місті, за призначенням |           |           |
| Рік | 2006 р.   | 2005 р.   |
| Приватні автомобілі | 66,6%     | 68%       |
| Мотоцикли | 14,9%     | 13,1%     |
| Вантажівки | 14,4%     | 14,7%     |
| Трактори | 0,7%      | 0,8%      |
| Автобуси та ін. | 3,5%      | 3,4%      |
| Усього автомобілів | 1.616 шт. | 1.583 шт. |

## Вживання каталанської мови
У 2001 р. каталанську мову у місті розуміли 98,3% усього населення (у 1996 р. - 98,8%), вміли говорити нею 89,2% (у 1996 р. - 
89,5%), вміли читати 87,3% (у 1996 р. - 83,7%), вміли писати 62,1
% (у 1996 р. - 52,4%). Не розуміли каталанської мови 1,7%.

## Політичні уподобання
У виборах до Парламенту Каталонії у 2006 р. взяло участь 954 особи (у 2003 р. - 914 осіб). Голоси за політичні сили розподілилися таким чином:
| \| Вибори до Парламенту Каталонії \| Вибори до Парламенту Каталонії \| Вибори до Парламенту Каталонії \| \| Рік \| 2006 р. \| 2003 р. \| \| -------------------------------------- \| ------------------------------ \| ------------------------------ \| \| Конвергенція та Єднання (CiU) \| 49,4% \| 44,6% \| \| Соціалістична партія Каталонії (PSC) \| 10,9% \| 17,1% \| \| Народна партія (PP) \| 10,8% \| 14% \| \| Ініціатива за зелену Каталонію (IC) \| 7,1% \| 4,9% \| \| Республіканська лівиця Каталонії (ERC) \| 16,6% \| 18,5% \| \| Громадянська партія (C's) \| 2,8% \| 0% \| \| Інші \| 2,4% \| 0,9% \| |         |         |
| Вибори до Парламенту Каталонії |         |         |
| Рік | 2006 р. | 2003 р. |
| Конвергенція та Єднання (CiU) | 49,4%   | 44,6%   |
| Соціалістична партія Каталонії (PSC) | 10,9%   | 17,1%   |
| Народна партія (PP) | 10,8%   | 14%     |
| Ініціатива за зелену Каталонію (IC) | 7,1%    | 4,9%    |
| Республіканська лівиця Каталонії (ERC) | 16,6%   | 18,5%   |
| Громадянська партія (C's) | 2,8%    | 0%      |
| Інші | 2,4%    | 0,9%    |

У муніципальних виборах у 2007 р. взяло участь 1.001 особа (у 2003 р. - 904 особи). Голоси за політичні сили розподілилися таким чином:
| \| Муніципальні вибори \| Муніципальні вибори \| Муніципальні вибори \| \| Рік \| 2007 р. \| 2003 р. \| \| -------------------------------------- \| ------------------- \| ------------------- \| \| Конвергенція та Єднання (CiU) \| 21,4% \| 42,7% \| \| Соціалістична партія Каталонії (PSC) \| 6,8% \| 19,5% \| \| Народна партія (PP) \| 5% \| 8,8% \| \| Ініціатива за зелену Каталонію (IC) \| 6,2% \| 0% \| \| Республіканська лівиця Каталонії (ERC) \| 34,7% \| 29% \| \| Громадянська партія (C's) \| 0% \| 0% \| \| Інші \| 26% \| 0% \| |         |         |
| Муніципальні вибори |         |         |
| Рік | 2007 р. | 2003 р. |
| Конвергенція та Єднання (CiU) | 21,4%   | 42,7%   |
| Соціалістична партія Каталонії (PSC) | 6,8%    | 19,5%   |
| Народна партія (PP) | 5%      | 8,8%    |
| Ініціатива за зелену Каталонію (IC) | 6,2%    | 0%      |
| Республіканська лівиця Каталонії (ERC) | 34,7%   | 29%     |
| Громадянська партія (C's) | 0%      | 0%      |
| Інші | 26%     | 0%      |